# Sălăuța
La rivière Sălăuța (en hongrois: Szálva) est une rivière ayant sa source en Transylvanie au nord-ouest de la Roumanie et se jetant dans la rivière Someș.

## Géographie
Elle prend sa source à une altitude de 1000 mètres et entre en confluence avec la rivière Someș à une altitude de 306 mètres, soit un dénivelé de près de 700 mètres.

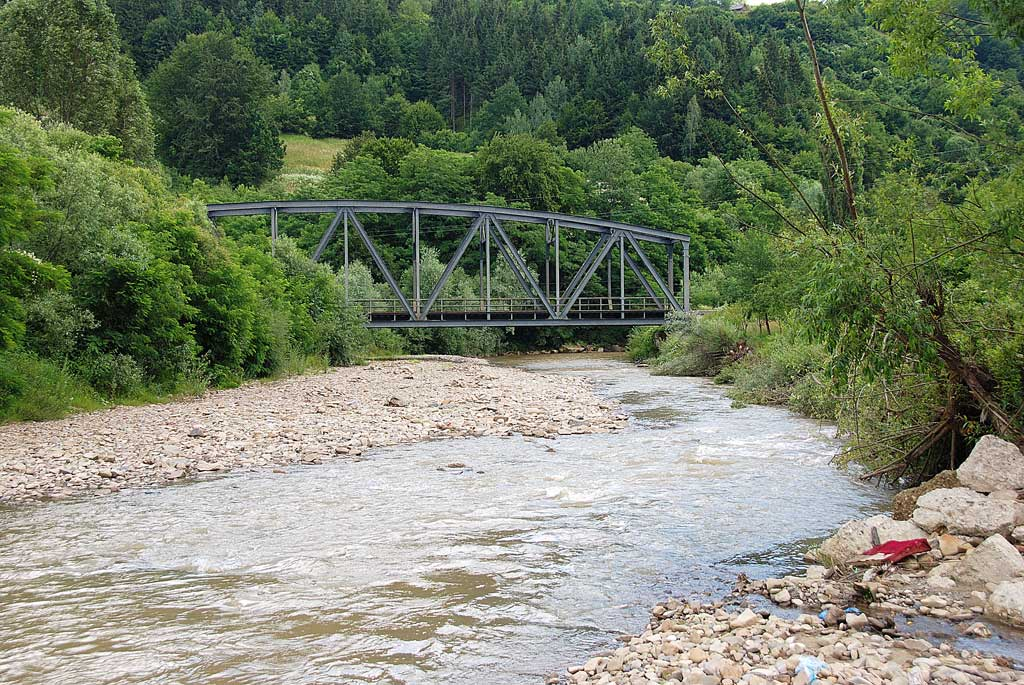
Vue de la rivière Sălăuța à la hauteur de la ville de Coșbuc coulant sous le pont de la voie ferrée.

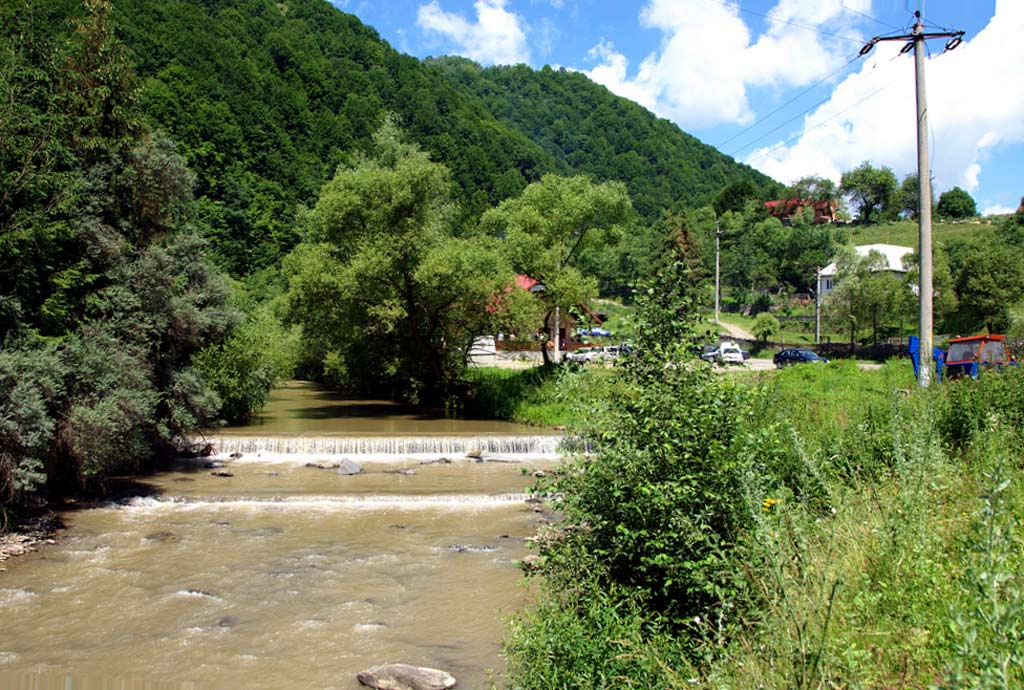
Vue de la rivière Sălăuța près du hameau de Fiad.